# Marianne Werner
Marianne Werner (dekliški priimek Schulze-Entrup, poročena Ader), nemška atletinja, * 4. januar 1924, Dülmen, Weimarska republika.
Nastopila je na poletnih olimpijskih igrah v letih 1952 in 1956, kjer je osvojila srebrno in bronasto medaljo v suvanju krogle ter deveto in deseto mesto v metu diska. Na evropskih prvenstvih je leta 1958 osvojila naslov prvakinje v suvanju krogle.